# Marsipococcus marsupialis
Marsipococcus marsupialis är en insektsart som först beskrevs av Green 1904.  Marsipococcus marsupialis ingår i släktet Marsipococcus och familjen skålsköldlöss. Inga underarter finns listade i Catalogue of Life.